# Shalom Simhon
Shalom Simhon ou Shalom Simchon (en hébreu : שלום שמחון), né le 7 décembre 1956 à Kfar Saba, est un homme politique israélien, membre du Parti indépendance.

## Biographie
Simhon suit une formation d'assistant social à l'université de Haïfa. Il devient secrétaire général du mouvement des mochavim, dont il dirige aussi le département social et celui des jeunes.
En 1996, il est élu député lors des législatives sur la liste du Parti travailliste et réélu lors des élections législatives de 1999. Le 7 mars 2011, le nouveau Premier ministre Ariel Sharon le nomme ministre de l'Agriculture et du Développement rural dans un gouvernement d'unité. Il quitte le gouvernement le 2 novembre 2002 avec les autres ministres travaillistes.
Simhon est réélu à la Knesset lors des élections législatives de 2003. Le gouvernement d'alliance formé par Sharon en 2003 s'effondre et Sharon fait alliance avec les travaillistes en janvier 2005. Simhon est nommé ministre de l'Environnement le 10 janvier 2005 et quitte son poste le 23 novembre de la même année quand les travaillistes quittent le gouvernement.
Simhon garde son siège à la Knesset lors des élections législatives de 2006. Il fait partie du gouvernement d'union entre Kadima d'Ehoud Olmert et les travaillistes, où il est de nouveau ministre de l'Agriculture et du Développement rural du 4 mai 2006 au 19 janvier 2011. Il est réélu lors des élections législatives de 2009 et conserve son poste ministériel dans le 2e gouvernement de Benyamin Netanyahou.
En janvier 2011, il quitte le Parti travailliste et rejoint le Parti indépendance que vient de créer Ehoud Barak. Les travaillistes quittent le gouvernement et Simhon devient ministre de l'Industrie, du Commerce et du Travail ; il occupe également le poste de ministre des Minorités de 2011 à 2013. En novembre 2012, il succède à Ehud Barak à la tête du Parti indépendance. En janvier 2013, le parti ne présente pas de candidats aux élections législatives. Shalom Simhon perd ainsi son siège de député et quitte le gouvernement en mars suivant.

## Source
- (en) Cet article est partiellement ou en totalité issu de l’article de Wikipédia en anglais intitulé « Shalom Simhon » (voir la liste des auteurs).